# Version (álbum de Mark Ronson)
Version es el segundo álbum de estudio del productor británico Mark Ronson. Fue lanzado el 16 de abril de 2007 por Columbia. El álbum está compuesto íntegramente por reinterpretaciones de diversos artistas (desde Coldplay hasta Britney Spears, pasando por The Jam, Kasabian o Ryan Adams) pues se trata de versiones bastante creativas y propositivas (acercándose más al funk y al hip hop) que distan mucho de ser una calca de los originales. Fue certificado como doble disco de platino en el Reino Unido.

## Lista de canciones
| Edición estándar |                                                               |                  |          |  |
| N.º              | Título                                                        | Artista original | Duración |  |
| 1.               | «God Put a Smile upon Your Face» (con Daptone Horns)          | Coldplay         | 3:12     |  |
| 2.               | «Oh My God» (con Lily Allen)                                  | Kaiser Chiefs    | 3:35     |  |
| 3.               | «Stop Me» (con Daniel Merriweather)                           | The Smiths       | 3:53     |  |
| 4.               | «Toxic [Version Revisited]» (con Tiggers & Ol' Dirty Bastard) | Britney Spears   | 4:05     |  |
| 5.               | «Valerie [Version Revisited]» (con Amy Winehouse)             | The Zutons       | 3:39     |  |
| 6.               | «Apply Some Pressure» (con Paul Smith)                        | Maxïmo Park      | 3:36     |  |
| 7.               | «Inversion»                                                   |                  | 1:47     |  |
| 8.               | «Pretty Green» (con Santigold)                                | The Jam          | 3:16     |  |
| 9.               | «Just» (con Phantom Planet)                                   | Radiohead        | 5:20     |  |
| 10.              | «AMY» (con Kenna)                                             | Ryan Adams       | 3:32     |  |
| 11.              | «The Only One I Know» (con Robbie Williams)                   | The Charlatans   | 3:59     |  |
| 12.              | «Diversion»                                                   |                  | 1:19     |  |
| 13.              | «L.S.F. [Version Revisited]» (con Kasabian)                   | Kasabian         | 3:30     |  |
| 14.              | «Outversion»                                                  |                  | 1:50     |  |

### Bonus tracks

#### iTunes digital edition
| N.º | Título                                            | Original artist         | Duración |  |
| 15. | «Pistol of Fire» (con D. Smith)                   | Kings of Leon           | 2:57     |  |
| 16. | «No One Knows» (con Domino Kirke)                 | Queens of the Stone Age | 4:37     |  |
| 17. | «You're All I Need to Get By» (con Wale & Tawiah) | Ashford & Simpson       | 3:10     |  |

## Posicionamiento en listas
| Listas (2007)      | Mejor posición |
| ------------------ | -------------- |
| Dutch Albums Chart | 44             |
| Irish Albums Chart | 21             |
| Swiss Albums Chart | 51             |
| UK Albums Chart    | 2              |
| US Billboard 200   | 129            |